# Бальная записная книжка
«Бальная записная книжка» (фр. Un carnet de bal) — французский драматический фильм режиссёра Жюльена Дювивье 1937 года. По жанру и структурно картина представляет собой полнометражный фильм-альманах, состоящий из ряда связанных новелл, что являлось новацией для французского кинематографа.

## Сюжет
Вдова Кристина Сюржер (Мари Белль) живёт в одиночестве на берегу озера, чувствуя себя никому не нужной. Она решает отправиться на поиски бывших ухажёров времён её молодости, чьи имена были занесены в её бальную записную книжку, которую 16-летняя Кристина взяла на свой первый бал в 1919 году.
Посетив их и выяснив обстоятельства их жизни и последующую судьбу, Кристина понимает, что все они уже забыли о своих прежних чувствах, идеалах, мечтах и планах. Вернувшись после этого своеобразного «путешествия в прошлое», разочарованная в своих кавалерах и идеализированных воспоминаниях своей юности Кристина пессимистично говорит своему другу Бремону (Морис Бенар): «Все они предали свою молодость». Бремон разыскивает адрес Жерара Дамбреваля — её кавалера, которого Кристина раньше предпочитала всем остальным. По совпадению, он 15 лет жил недалеко от неё на другом берегу озера, но недавно умер. Кристина знакомится с его сыном — Жаком, очень похожим на своего отца, после чего отводит юношу на его первый бал.

## В ролях
- Мари Белль — Кристина Сюржер
- Морис Бенар — Бремон, друг Кристины
- Франсуаза Розе — мадам Одье, мать Жоржа Одье
- Габриэль Фонтан — Роза, служанка мадам Одье
- Луи Жуве — Пьер Вердье по прозвищу «Жо»
- Пьер Альковер — Тедди
- Роже Легрис — Меланко
- Альфред Адам — Фред
- Гарри Бор — Ален Рено, стал монахом — отцом Домиником, руководителем хора

- Хор Церковной певческой школы Деревянного креста[фр.]
- Пьер Ришар-Вильм — Эрик Ирвен, горный проводник
- Жюль Ремю — Франсуа Патюссе
- Милли Матис — кухарка Патюссе, на которой он женится
- Пьер Бланшар — Тьерри Рейналь, врач который занимается нелегальными абортами
- Сильви — Габи, любовница Рейналя, которую он убивает
- Фернандель — Фабиан Кутиссоль, парикмахер
- Робер Линен — Жак, сын Жерара Дамбреваля

## Характеристика
«Бальная записная книжка» является первым во французском кинематографе полнометражным фильмом в жанре альманаха и структурно состоит из пролога, семи новелл, в которых представлены характеристики и судьбы бывших кавалеров Кристины, и эпилога: «С каждой новой историей фильм всё больше напоминает встречу призраков, разговор теней, понимающих, что им нечего сказать друг другу, поскольку каждая живёт в своем временном измерении и душевном пространстве». Французский критик и киновед Пьера Лепроона отмечал, что несмотря на блестящий актёрский ансамбль фильм старомоден, а некоторые его новеллы не смотрятся и устарели. По его мнению, в фильме присутствует нагромождение «эффектов», пустой диалог (слишком часто насыщенный ложной поэзией, что подчёркивает искусственность композиции). Лепроон, отмечая, что «связь между новеллами непрочная, но вполне годится в качестве предлога», писал:
Лучшим фрагментом следует признать новеллу с Пьером Бланшаром в роли врача, делающего аборты в грязной комнате. С помощью необычного построения кадров, подчеркивающего ощущение драматизма, и лаконичного диалога, прерываемого скрежетом работающего неподалеку подъёмного крана, режиссёр и на этот раз расширил рамки предложенного ему сюжета и создал в этой серии озвученных фотографий то, что по справедливости называют произведением киноискусства.
Жорж Садуль, отмечая коммерческий успех фильма, даже превзошедший успех другого известного фильма Дювивье — «Пепе ле Моко», писал: «В этом очень неровном фильме самые неудачные куски — те, в которых герои говорят об „идеале“, самые удачные — те, героем которых является человек, безнадежно опустившийся (Пьер Бланшар)».
По мнению французского киноведа Жака Лурселя, главная тема фильма — разочарование в жизни, которая является характерной и ключевой для французского кинематографа 30-х годов и раскрывается Дювивье «с блеском, искренностью, связностью, изобилием вариаций и персонажей; всё это делает фильм характерным для всего французского кино». По мнению Лурселя, форма фильма-альманаха позволяет режиссёру подобрать целый набор историй и аргументов в оправдание своего мрачного и безжалостного пессимизма: «У Дювивье человек всегда оказывается ниже своего предназначения, и его сердце в конце концов будет разбито реальностью».
Польский музыковед Зофья Лисса, приводит фильм, как один из первых в которых предпринята попытка перенести принципы организации музыкальных форм на структуру фильма, как законченного произведения, что находит отражение в его вариационной форме. Таким образом, «темой» вариаций является главная героиня, мир её чувств и образов, которые ассоциируются с её воспоминаниями о прошедших балах, с бальной записной книжкой: «С музыкальной стороны это мелодия вальса, которая вновь и вновь возвращается в различной обработке, и с каждым новым эпизодом оживляет воспоминания героини об одном из её романтических приключений. К сожалению, в этом фильме драматургическая вариационная форма не находит полного соответствия в музыке».

## Награды
- Премия за лучший зарубежный фильм на Венецианском МКФ 1937 года.
- Премия Токийского кинофестиваля за лучший зарубежный фильм.

## Ремейк
Во время Второй мировой войны Жюльен Дювивье, находясь в США, снял в 1941 году американский ремейк — фильм «Лидия» (англ. Lydia), где, по мнению Ж. Садуля, режиссёру вообще «пришлось ставить фильмы, состоящие из отдельных новелл (посредственных), так как в Соединенных Штатах он был известен своей „Бальной записной книжкой“».